# René Coty
René Jules Gustave Coty (uitspraakⓘ; Le Havre, 20 maart 1882 – aldaar, 22 november 1962) was een Frans politicus die als tweede en laatste president van Frankrijk onder de Vierde Republiek van 16 januari 1954 tot en met 8 januari 1959 diende.

## Presidentschap
Pas na dertien stemronden werd Coty door de beide kamers van het parlement gekozen. Hieruit bleek wel de crisis waarin de Vierde Republiek zich bevond.

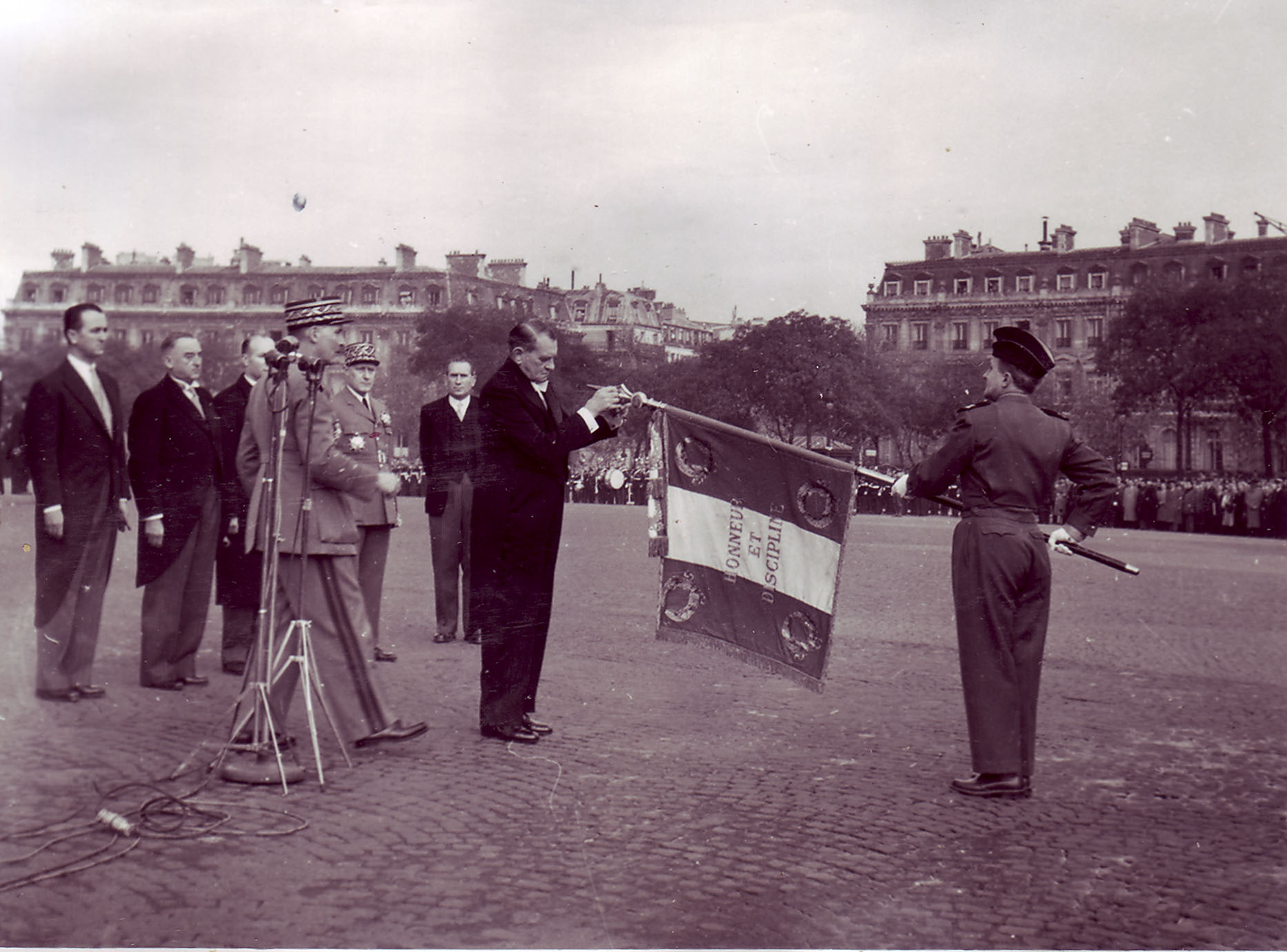
President Coty, tweede van rechts tijdens de Prytanée National Militaire

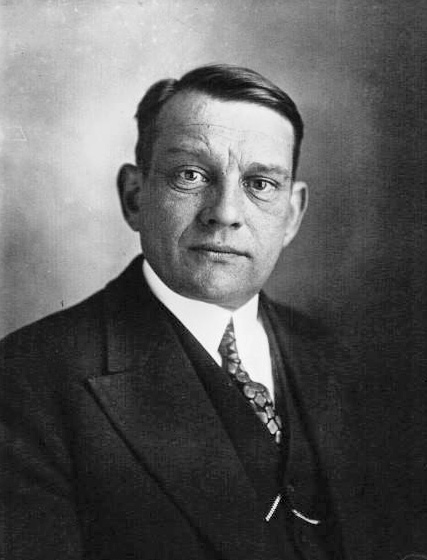
René Coty (1929)

Uiteindelijk bezweek de Vierde Republiek na verschillende koloniale conflicten. Zo was er ten eerste de verloren oorlog in Frans-Indochina in 1955. Op de tweede plaats was het verlies van Tunesië en ten slotte de steeds problematischer wordende situatie in Algerije. Daar waren conservatieve Gaullisten aan de macht. Nadat in mei 1958 het Frans-Algerijnse leger Marseille bedreigde, riep president Coty de noodtoestand uit en benoemde Charles de Gaulle tot premier met bijzondere volmachten. De Gaulle echter was een voorstander van een direct gekozen president met grote bevoegdheden. In een referendum in september 1958 kreeg dit voorstel tachtig procent van de stemmen.
De Gaulle volgde in januari 1959 Coty op en werd de eerste president van de Vijfde Franse Republiek.
René Coty was lid van de conservatief-liberale Centre national des indépendants et paysans (CNIP, Nationaal Centrum van Onafhankelijken en Boeren). Voor zijn presidentschap was hij lid geweest van beide kamers van het Franse parlement namens Seine-Inférieure (in de Kamer van Afgevaardigden vanaf 1923 en in de Senaat vanaf 1936). Ook was hij minister van Reconstructie en Urbanisme van 1947 tot 1948.